# Lee Sang-kyu
Lee Sang-kyu (ur. 1 stycznia 1986) – południowokoreański zapaśnik w stylu wolnym. Zdobył brązowy medal na mistrzostwach Azji w 2007 roku.